# Gartnisch
Gartnisch ist ein Ortsteil der Stadt Halle (Westf.) im Kreis Gütersloh, Nordrhein-Westfalen.

## Geschichte
Bis zur Franzosenzeit war Gartnisch eine Bauerschaft in der Vogtei Halle im Amt Ravensberg der Grafschaft Ravensberg. Von 1807 bis 1810 gehörte Gartnisch zum Kanton Halle des Königreichs Westphalen und von 1811 bis 1813 zum Kanton Brockhagen des Königreichs. 1816 kam die Gemeinde Gartnisch zum Kreis Halle der preußischen Provinz Westfalen, in dem sie zum Amt Halle gehörte.
Am 1. Oktober 1956 wurde ein Teil der Gemeinde in die Stadt Halle (Westf.), Kreis Halle (Westf.), eingegliedert. Am 1. Juli 1969 folgte das übrige Gemeindegebiet. Am 1. Januar 1973 wurde Gartnisch als Teil der Stadt Halle (Westf.) dem Kreis Gütersloh angeschlossen.

## Einwohnerentwicklung
Nachfolgend dargestellt ist die Einwohnerentwicklung von Gartnisch im jeweiligen Gebietsstand in der Zeit als selbständige Gemeinde im Kreis Halle (Westf.)

Bevölkerungsentwicklung in Gartnisch
zwischen 1817 und 1965

| Jahr | Einwohner |
| ---- | --------- |
| 1799 | 0213      |
| 1817 | 0226      |
| 1900 | 0415      |
| 1939 | 0801      |
| 1946 | 1208      |
| 1961 | 1220      |
| 1965 | 1228      |